# 2 giugno
Il 2 giugno è il 153º giorno del calendario gregoriano (il 154º negli anni bisestili). Mancano 212 giorni alla fine dell'anno.

## Eventi
- 455 – I Vandali di Genserico entrano a Roma dalla Porta Portuensis e saccheggiano la città per due settimane: ripartiranno con tesori incalcolabili, fra cui le spoglie del Tempio di Gerusalemme portate a Roma da Tito, e con l'imperatrice Licinia Eudossia e le figlie Eudocia e Placidia;
- 575 – Elezione di papa Benedetto I;
- 657 – Morte di papa Eugenio I;
- 1094 – Morte di San Nicola Pellegrino, patrono della città di Trani;
- 1259 – Si celebra il matrimonio tra Manfredi di Sicilia ed Elena Ducas presso il Castello svevo di Trani;
- 1379 – Giacomo Orsini conquista il castello di Marino, nello Stato della Chiesa, dopo aver vinto lo scontro campale della battaglia di Marino;
- 1537 – Papa Paolo III emette la bolla Veritas Ipsa che condanna il commercio di schiavi;
- 1615 – I primi missionari della Recolletta arrivano a Québec, da Rouen, in Francia;
- 1751 – Papa Benedetto XIV pubblica l'enciclica Magno Cum Animi, sul divieto di celebrare la messa in luoghi non autorizzati dal vescovo e nelle case private;
- 1800 – Prima vaccinazione contro il vaiolo nel Nord America, a Trinity, in Terranova;
- 1835 – Phineas Taylor Barnum parte per il suo primo giro di spettacoli per gli Stati Uniti d'America;
- 1848 – Si tiene a Praga il Congresso Pan-Slavo dove si raccolgono per la prima volta i rappresentanti di tutte le popolazioni slave dell'Europa centrale;
- 1858 – Viene avvistata per la prima volta la Cometa Donati;
- 1865 – Con la resa delle forze del generale Edmund Kirby Smith a Galveston (Texas), finisce la guerra di secessione americana;
- 1876 – Il rivoluzionario e poeta bulgaro Hristo Botev viene assassinato a Stara Planina;
- 1878 – Si apre il Congresso di Berlino;
- 1882 – Muore a Caprera Giuseppe Garibaldi;
- 1886 – Il presidente degli USA Grover Cleveland sposa Frances Folsom nella Casa Bianca;
- 1895 – In Italia si svolgono le elezioni politiche generali per la 19ª legislatura;
- 1897 – Mark Twain, rispondendo alle voci sulla sua morte, viene citato dal New York Journal per aver smentito con le parole «The report of my death was an exaggeration» ("La notizia della mia morte era un'esagerazione")[1];
- 1912 – Carl Laemmle fonda gli Universal Studios;
- 1924 – Il governo degli Stati Uniti conferisce la cittadinanza a tutti i nativi americani nati all'interno dei confini della nazione;
- 1928 – Arturo Ferrarin e Carlo Del Prete, a bordo di un Savoia-Marchetti S.64, conquistano il record di distanza in volo in circuito chiuso, percorrendo un totale di 7.666 km ripetendo per 51 volte il tragitto fra Torre Flavia e il faro di Anzio;
- 1935 – USA: Babe Ruth annuncia il suo ritiro dal baseball;
- 1941 – A Creta i paracadutisti tedeschi compiono il Massacro di Kondomari;
- 1946 – Con un referendum istituzionale gli italiani decidono di trasformare l'Italia da monarchia a repubblica (12.717.923 voti contro 10.719.284), e contemporaneamente al referendum si svolgono le elezioni per l'Assemblea Costituente; a seguito dei risultati delle due votazioni, il re d'Italia Umberto II di Savoia lascia il paese;
- 1948 – Processo ai dottori: Viktor Brack, Karl Brandt, Rudolf Brandt, Karl Gebhardt, Waldemar Hoven, Joachim Mrugowski e Wolfram Sievers sono impiccati nella prigione di Landsberg am Lech, in Baviera;
- 1953 – Incoronazione della regina Elisabetta II del Regno Unito, la prima trasmessa in diretta televisiva dalla BBC;
- 1954 – Il senatore statunitense Joseph McCarthy asserisce che i comunisti si siano infiltrati nella CIA;
- 1965 – Guerra del Vietnam: il primo contingente di soldati combattenti australiani arriva nel Vietnam del Sud;
- 1967 – Le proteste a Berlino Ovest contro l'arrivo dello Scià dell'Iran si tramutano in scontri, durante i quali il giovane Benno Ohnesorg viene ucciso da un agente di polizia: la sua morte porterà alla fondazione del gruppo terroristico Movimento del 2 giugno;
- 1979 – Papa Giovanni Paolo II visita la sua nativa Polonia, diventando il primo papa a visitare un paese comunista;
- 1985 – Papa Giovanni Paolo II pubblica l'enciclica Slavorum Apostoli aperta non solo al clero, ma a tutti i fedeli cristiani, nel ricordo dei Santi Cirillo e Metodio dopo undici secoli dalla loro opera evangelizzatrice;
- 1995 – In Bosnia il pilota dell'USAF Scott O'Grady viene abbattuto da un missile terra-aria SA-6 mentre pattuglia con un F-16 la no-fly zone imposta dalla NATO
- 1997 – Timothy McVeigh viene condannato per 15 capi di omicidio e cospirazione per il suo ruolo nell'Attentato di Oklahoma City all'Alfred P. Murrah Federal Building, nel 1995;
- 2001 – In Italia la Festa della Repubblica, dopo essere stata festeggiata dal 1977 al 2001 la prima domenica di giugno, viene ripristinata in data fissa al giorno 2 giugno anche se cade in un giorno feriale;
- 2003 – L'ESA lancia il Mars Express, la prima missione di esplorazione planetaria europea;
- 2010 – Al party alla Casa Bianca per festeggiare la vittoria del Premio Gershwin, ricevuto il giorno prima, il cantautore britannico Paul McCartney esegue la canzone Michelle in onore della First Lady Michelle Obama[2].

## Nati
Ci sono circa 1 060 voci su persone nate il 2 giugno; vedi la pagina Nati il 2 giugno per un elenco descrittivo o la categoria Nati il 2 giugno per un indice alfabetico.

## Morti
Ci sono circa 480 voci su persone morte il 2 giugno; vedi la pagina Morti il 2 giugno per un elenco descrittivo o la categoria Morti il 2 giugno per un indice alfabetico.

## Feste e ricorrenze

### Civili
Nazionali:
- Italia – Festa della Repubblica

### Religiose
Cristianesimo:
- Sant'Erasmo di Formia, vescovo e martire
- Sant'Eugenio I, papa
- San Guido d'Acqui, vescovo
- Santi Marcellino e Pietro, martiri
- San Niceforo I di Costantinopoli, patriarca
- San Nicola Pellegrino
- Santi Potino, Blandina e compagni, martiri a Lione
- Beato Giovanni de Barthulono, mercedario
- Beato Giuseppe Thao Tiên, sacerdote e martire
- Beato Sadoc e 48 compagni, martiri domenicani
- Beati Iuliu Hossu, Vasile Aftenie, Ioan Bălan, Valeriu Traian Frențiu, Ioan Suciu, Titu Liviu Chinezu e Alexandru Rusu

Religione romana antica e moderna:
- Dies religiosus[senza fonte]